# Jonas Almtorp
Jonas Almtorp (Uppsala, 17 novembre 1983) è un ex hockeista su ghiaccio svedese.

## Carriera
Cresciuto nelle file del Modo Hockey, con cui ha debuttato nel massimo campionato svedese, ha giocato in patria per quasi tutta la sua carriera. Ha raccolto 596 presenze in Svenska hockeyligan (Modo Hockey, Brynäs IF, Luleå HF, Södertälje SK, Djurgårdens IF e Linköpings HC) e 91 in Allsvenskan (Örnsköldsviks SK, IF Sundsvall Hockey e Almtuna IS).
Nell'unica stagione giocata in Nordamerica ha vestito la maglia di Springfield Falcons in American Hockey League e Stockton Thunder in ECHL.
Al termine della stagione 2014-2015 non gli venne rinnovato il contratto con il Linköpings HC e rimase svincolato. Nel corso dell'estate si parlò di un possibile trasferimento al Bolzano, ma all'inizio di settembre fu ufficializzato il suo approdo ad un'altra squadra della EBEL, il Graz 99ers.
Dopo pochi mesi, a gennaio 2016, fece ritorno in patria nella HockeyAllsvenskan con la maglia dell'AIK, con cui ha chiuso la carriera al termine della stagione 2017-2018.

## Vita privata
Almtorp ha sposato la sorella dell'hockeista italiano Max Oberrauch, suo compagno di squadra nelle giovanili del Modo Hockey.